# Salmo balcanicus
Salmo balcanicus es una especie de pez de la familia Salmonidae en el orden de los Salmoniformes.

## Reproducción
Desova entre octubre y enero.

## Hábitat
Vive en zonas de  aguas dulces templadas.

## Distribución geográfica
Se encuentra en Albania y Macedonia del Norte.